# Heteropoda longipes
Heteropoda longipes este o specie de păianjeni din genul Heteropoda, familia Sparassidae. A fost descrisă pentru prima dată de L. Koch, 1875.
Este endemică în New South Wales. Conform Catalogue of Life specia Heteropoda longipes nu are subspecii cunoscute.